# South Point (Ohio)
South Point es una villa ubicada en el condado de Lawrence en el estado estadounidense de Ohio. En el Censo de 2010 tenía una población de 3958 habitantes y una densidad poblacional de 473,42 personas por km².

## Geografía
South Point se encuentra ubicada en las coordenadas 38°25′18″N 82°34′45″O / 38.42167, -82.57917. Según la Oficina del Censo de los Estados Unidos, South Point tiene una superficie total de 8.36 km², de la cual 7.61 km² corresponden a tierra firme y (8.95%) 0.75 km² es agua.

## Demografía
Según el censo de 2010, había 3958 personas residiendo en South Point. La densidad de población era de 473,42 hab./km². De los 3958 habitantes, South Point estaba compuesto por el 94.21% blancos, el 3.23% eran afroamericanos, el 0.1% eran amerindios, el 0.45% eran asiáticos, el 0% eran isleños del Pacífico, el 0.23% eran de otras razas y el 1.77% pertenecían a dos o más razas. Del total de la población el 0.4% eran hispanos o latinos de cualquier raza.